# Dies Ater
Dies Ater (lat.: ‚schwarzer Tag‘) war eine deutsche Metal-Band aus Berlin.

## Geschichte
Dies Ater wurde im Herbst 1994 gegründet; auf der ehemaligen Seite wurde ausschließlich Nuntius Tristis (Gesang, Gitarre) als Gründer angegeben, der sich für die Umsetzung seiner Musik nach weiteren Musikern umgesehen, Impurus (Schlagzeug) und Obskur (Bass) und zuletzt Torgrim (Gitarre) rekrutiert habe, in ihrer Biographie auf Myspace werden Obskur, Impurus und Ole Caust (Gitarre, Gesang) ebenfalls als Gründer angegeben. 1996 spielte die Band ihre Demoaufnahme Rabenflug ein, dessen Veröffentlichung sich wegen der Bedingungen im Orkkiller-Studio verzögerten.
Die Band unterschrieb bei dem englischen Label Mordgrimm Records, das zu diesem Zeitpunkt ausschließlich Covenant und Osculum Infame unter Vertrag genommen hatte. Im Winter 1998 begannen die Aufnahmen zum Debütalbum Reign of Tempests. Da „kein vernünftiger Mix zustande kam“, ging die Band mit den Aufnahmen zu Harris Johns, „der sich permanenant [sic!] über unsere damaligen‚Fähigkeiten‘ lustig machte“. Das Album erschien 1999. Die Gestaltung wird von Impurus im Nachhinein als „echter Lacher“ bezeichnet, ihm zufolge hatte die Band darauf jedoch „keinen Einfluss, da Mordgrimm Records damals alles selber machen wollten“.
Kurz darauf trennten sich Dies Ater von Mordgrimm Records und unterschrieben bei Last Episode aus Schwäbisch Gmünd. Im September 2000 erschien das zweite Album namens Through Weird Woods. Diesmal fanden die Aufnahmen im Blue House Studio in Meerane statt.
Im selben Jahr spielte die Band auf Festivals wie dem Under the Black Sun, dem Summer Breeze und dem Wave-Gotik-Treffen.
Das dritte Album trug den Namen Chanting Evil und wartete mit leichten musikalischen Veränderungen auf. Unter anderem wurde stellenweise ein klarer Sänger und experimentellere Keyboard-Klänge eingesetzt, womit die Band sich etwas vom traditionellen, melodischen Black Metal der ersten Tage entfernte. Das Album wurde im März 2002 im Berliner MSP-Studio aufgenommen, das Mastering übernahm Harris Johns im Spiderhouse-Studio. Es erschien im März 2003 bei Neon Knights Productions. Fast zeitgleich brachte die Band über Fog of the Apocalypse Records eine 7"-EP namens Rausch der Macht auf den Markt.
Kurz nach erscheinen trennten sich Dies Ater von ihrem langjährigen Bassisten Obskur. Fortan übernahm Gitarrist Torgrim den Bass; als sein Ersatz wird in der alten Biographie Andy von Apokrypha angegeben, bei Myspace Ebonizer.
2004 unterschrieb die Band einen neuen Plattenvertrag bei Black Attakk Records, dem Nachfolger von Last Episode, und veröffentlichte im Oktober selben Jahr die Mini-CD Out of the Dark, welche eine Coverversion von Falcos gleichnamigem Lied enthielt. Die Aufnahmen fanden im Stage One Studio unter der Leitung von Andy Classen statt. Impurus bezeichnet die Veröffentlichung als „Einblick in unsere Vielschichtigkeit und eine ‚Fuck off‘ Ansage an 17 jährige Black Metal Spaßten [sic!] und Pfadfinder Metaler, die uns erklären wollten, was Black Metal ist und was nicht“; die CD sei „bewusst anders geworden. Ein Tribut an Falco, der kaputter war, als so manche ‚BM Ikone‘ gerne sein wollte. Wir teilten mit Falco damals so manche Vorlieben“.
Für das vierte Studioalbum gingen Dies Ater im Mai 2006 erneut in das Stage One Studio, um Odium’s Spring aufzunehmen. Da die Plattenfirma Black Attakk zahlungsunfähig war, unterschrieb die Band beim Lübecker Twilight Vertrieb. Durch verschiedene Umstände erschien das Album erst im Oktober 2007. Die LP-Version des gleichnamigen Albums veröffentlichte das deutsche Label Galgenstrang Records im April 2008.
2009 löste die Band sich auf, gab zuvor jedoch ein Abschiedskonzert im Berliner Dark7Side Club im April 2009. Impurus gründete mit einem Freund das Doom-Metal-Projekt Albez Duz. Nach einigen Monaten fanden die Mitglieder der, jedoch nur für Konzerte und ohne den ehemaligen Gitarristen Ebonizer, dessen Position Torgrimm wieder übernahm; neuer Gitarrist wurde J.T. von Ahnengrab. Allerdings wurde 2011 ein neues Album angekündigt, das über Obsure Abhorrence Records erscheinen soll. Am 28. September 2014 gab die Band über ihre offizielle Facebookseite die endgültige Auflösung bekannt, zuvor hatte bereits Torgrim die Band verlassen.

## Kritik
Obwohl Dies Ater zum unpolitischen Teil der Black-Metal-Szene gezählt wird, ließen die Mitglieder immer wieder Verbindungen zum rechtsextremen Teil der Szene erkennen. So beendeten sie 1998 ein Interview mit den Worten „Heil an unsere Freunde aus dem Reich“ und grüßten auf ihrem Album Through Weird Woods Darker Than Black Records und Totenburg. Dies Ater hat sich im September 2003 im Rock Hard von besagten Äußerungen distanziert. Auf dem 2012 veröffentlichten Album Hunger for Life wirkte jedoch Unhold von Luror und Absurd als Gastsänger mit.

## Diskografie

### Alben
- 1996: Rabenflug (MC; Eigenvertrieb)
- 1999: Reign of Tempests (CD; Mordgrimm)
- 2000: Through Weird Woods (CD/CDR/MC; Last Episode)
- 2003: Chanting Evil (CD; Neon Knights / Last Episode)
- 2007: Odium’s Spring (CD/LP; Twilight) LP via Galgenstrang Produktionen 2008, limitiert auf 500 Exemplare.
- 2012: Hunger for Life (CD/LP; Obscure Abhorrence Productions)

### Splits
- 2003: Rabenflug / Ignis Occultus In... Split mit Cryogenic

### Singles und EPs
- 2004: Rausch der Nacht (7"-Single)
- 2004: Out of the Dark (EP)